# Gunnar Andresen
Gunnar Andresen (5 dicembre 1923 – 21 ottobre 2000) è stato un calciatore norvegese, di ruolo attaccante.

## Carriera

### Club
Andresen giocò con le maglie di Tønsberg Turn e Larvik Turn.

### Nazionale
Conta 3 presenze per la Norvegia. Esordì il 26 giugno 1947, quando fu schierato in campo nella sfida vinta per 1-2 contro la Finlandia.